# Dupont (Toronto Subway)

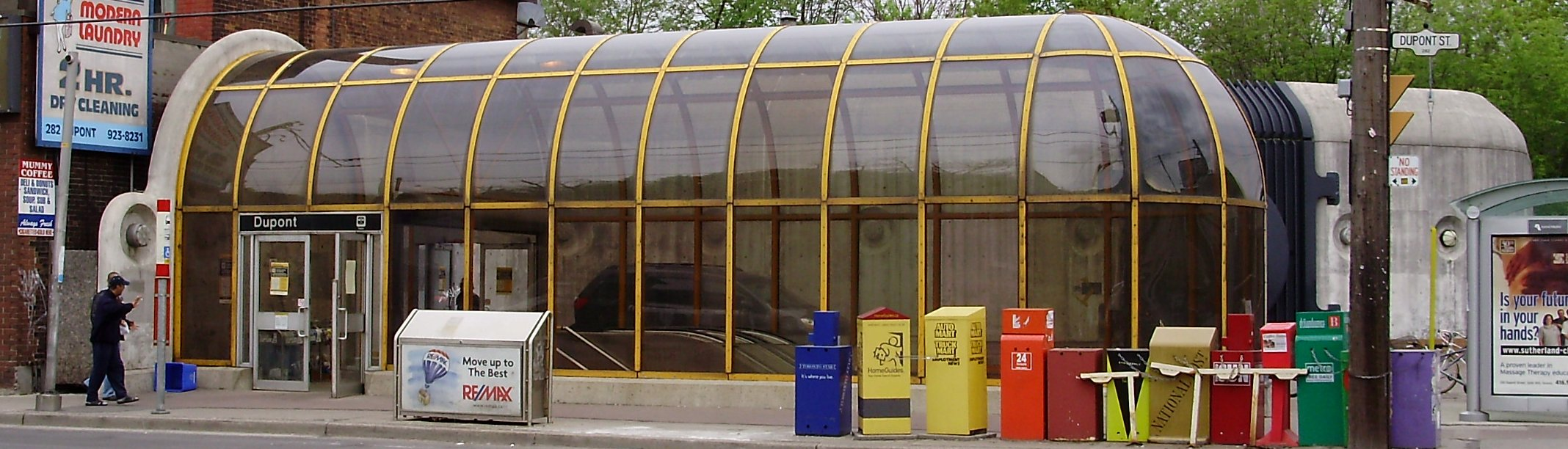
Eingang zur Station

Dupont ist eine unterirdische U-Bahn-Station in Toronto. Sie liegt an der Yonge-University-Linie der Toronto Subway, an der Kreuzung von Spadina Road und Dupont Street. Die Station verfügt über Seitenbahnsteige und wird täglich von durchschnittlich 8.500 Fahrgästen genutzt (2018). In der Nähe befinden sich das Casa Loma und das Spadina House. Es bestehen Umsteigemöglichkeiten zu zwei Buslinien der Toronto Transit Commission (TTC). Nahe der Station ereignete sich 1995 der bisher folgenschwerste Unfall auf dem Subway-Netz.

## Architektur und Kunst

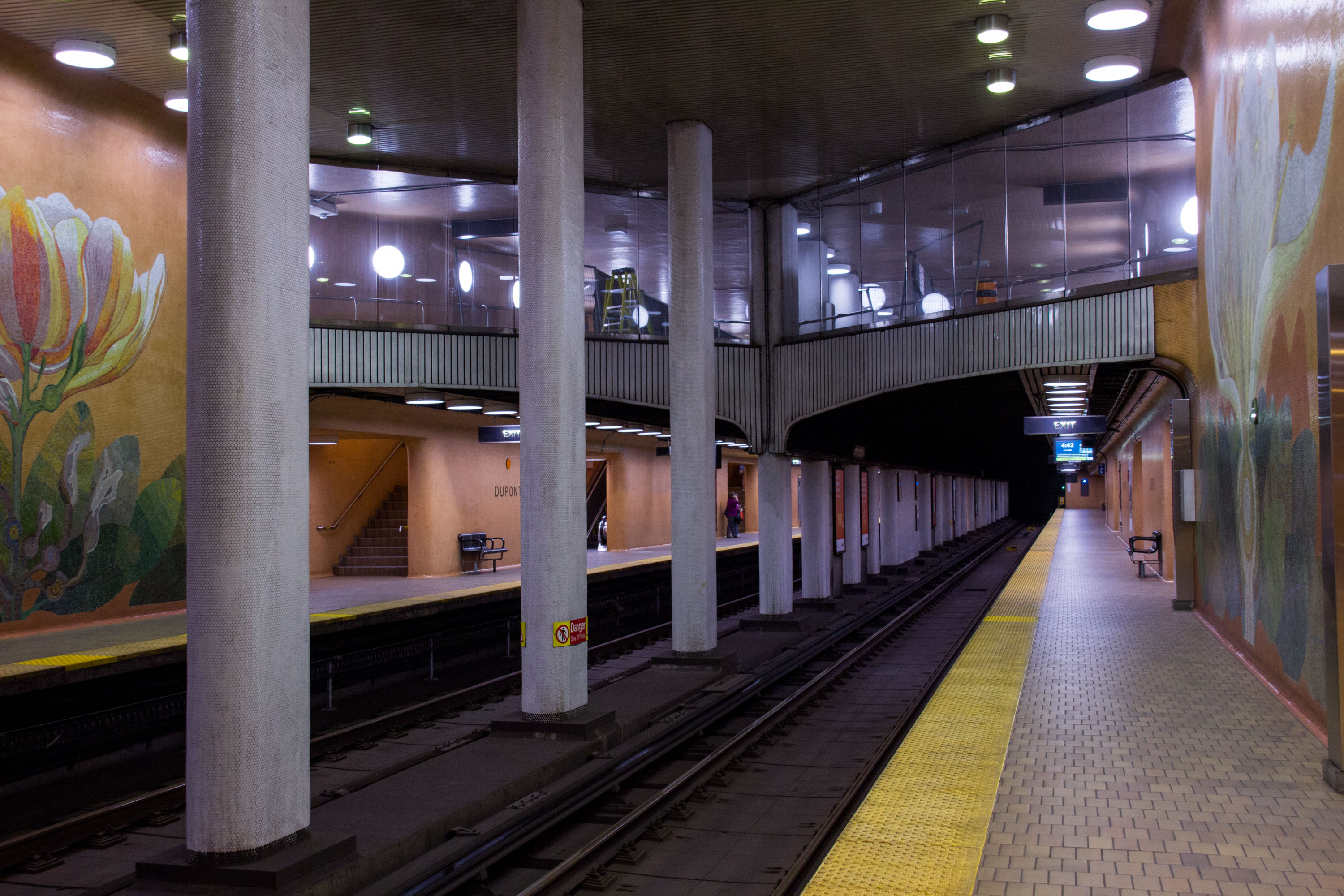
Bahnsteigebene

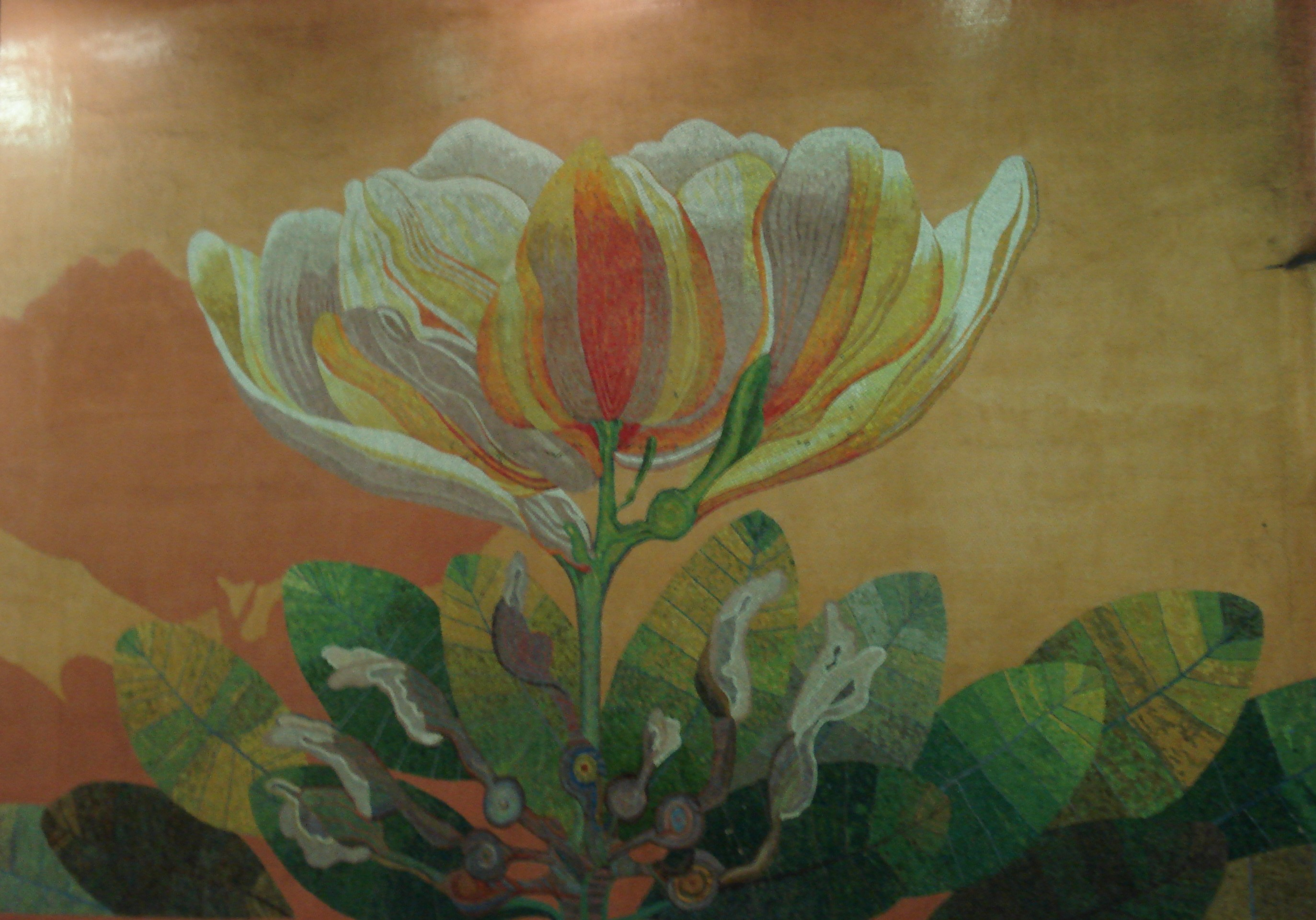
Wandbild Spadina Summer Under All Seasons

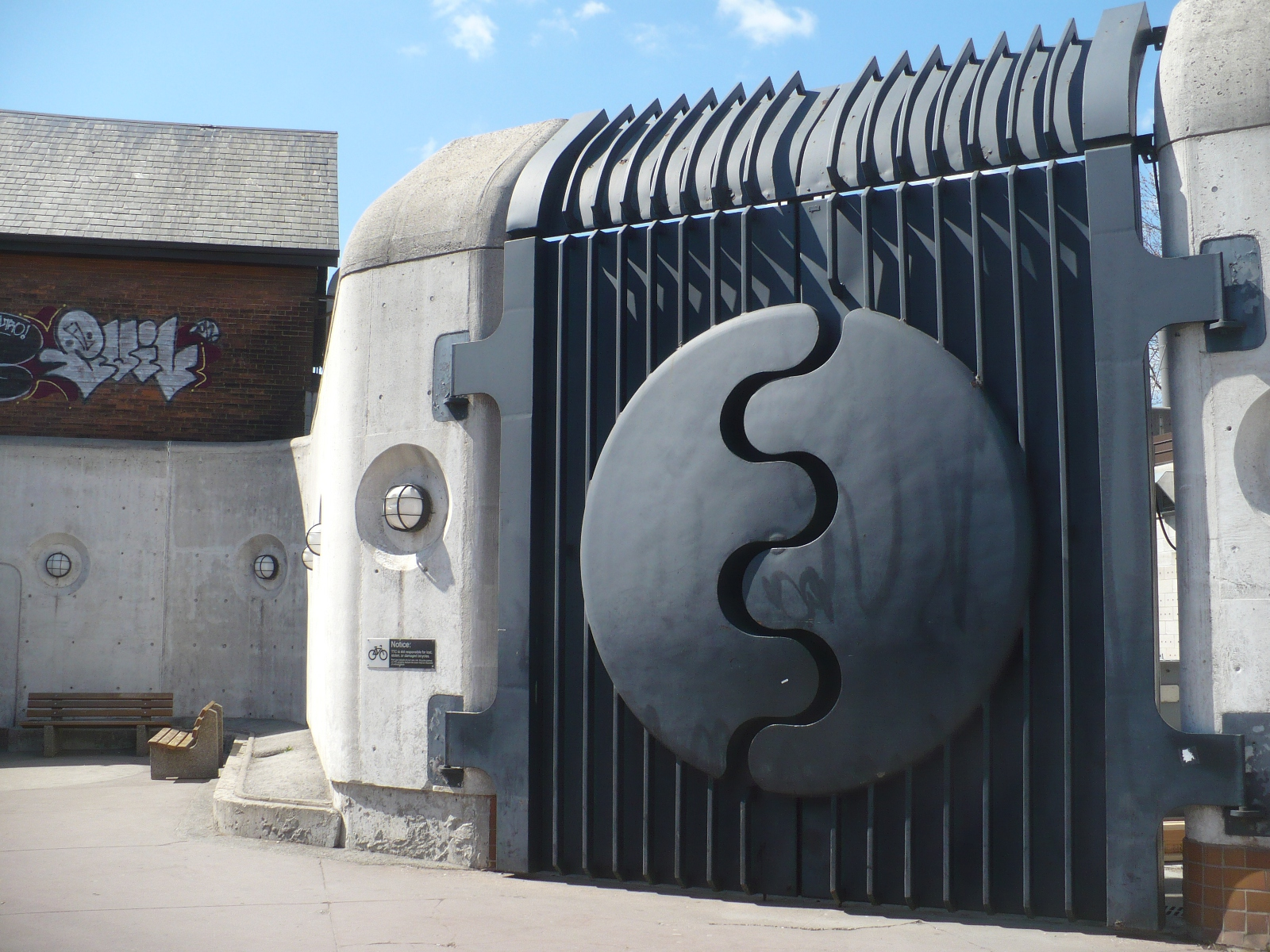
Eingang zum Unterwerk

Für das Design der Station war das Architekturbüro Dunlop, Farrow & Aitkin verantwortlich. Die zwei Eingänge an der Dupont Street und an der Spadina Road präsentieren sich als gläserne „Blasen“, die von einem orangefarbenen Gitterwerk aus Metall eingefasst sind. An dieses Erscheinungsbild angelehnt schuf der Bildhauer Ron Baird runde, ineinander greifende Türen, die Zugang zum verborgenen Unterwerk bieten und den Eindruck monumentaler Portale wecken.
Die Innenausstattung der Station hebt sich von allen anderen durch die Verwendung runder Oberflächen und Formen ab. Die Wände sind mit orangefarbenen Keramikfliesen verkleidet. Die Sitzbänke auf den Bahnsteigen sind ebenfalls einmalig, einerseits durch ihre Rundheit, andererseits durch die Verwendung derselben Fliesen wie auf den Wänden. Insgesamt erwecken die Formensprache und die Farbgebung den Eindruck einer natürlichen Höhle. Unter Verwendung Tausender kleiner Glasteile schuf James Sutherland direkt auf den Fliesen zwei große farbenfrohe Blumenmosaiken namens Spadina Summer Under All Seasons, die den botanischen Illustrationen von Georgia O’Keeffe nachempfunden sind. Sie befinden sich auf beiden Seiten der Bahnsteigebene und reichen hinauf in die Verteilerebene, die mit kleineren Blumenmosaiken verziert ist.

## Geschichte
An dieser Stelle sollte die U-Bahn-Station ursprünglich im Mittelstreifen der geplanten Stadtautobahn Spadina Expressway zu liegen kommen. Nach Protesten von Anwohnern beschloss die Regierung der Provinz Ontario im Jahr 1971, südlich der damaligen Stadtgrenze (unweit der Station Eglinton West) nur noch den Bau der Subway zu fördern und die Schnellstraße nicht wie geplant bis zum Stadtzentrum zu vollenden. Der Wegfall der Stadtautobahn hatte zur Folge, dass die Subway-Strecke in einem Tunnel errichtet wurde. Die Eröffnung erfolgte am 28. Januar 1978.
Im Tunnel unter dem Russell Hill nördlich der Station Dupont ereignete sich der bisher folgenschwerste Unfall in der Geschichte der Toronto Subway. Am 11. August 1995, kurz nach sechs Uhr abends, fuhr ein fahrender Zug auf einen stehenden auf. Dabei wurden drei Menschen getötet und 30 weitere zum Teil schwer verletzt. Ursachen waren einerseits menschliches Versagen, andererseits ein Konstruktionsfehler bei einer mechanischen Sicherheitsvorrichtung. Der Fahrer hatte ein leicht missverständliches Signal falsch interpretiert und fuhr mit voller Geschwindigkeit weiter anstatt abzubremsen. Gleichzeitig versagte eine Notbremsvorrichtung, die in einem solchen Fall hätte ausgelöst werden müssen. Nach dem Unfall war die Strecke fünf Tage lang gesperrt.
Die Untersuchungsbehörden gaben in ihrem Bericht 18 Empfehlungen bezüglich Verbesserung der Sicherheitsbestimmungen ab. Anhand dieser Empfehlungen erstellte die TTC eine 236 Punkte umfassende Checkliste und überprüfte daraufhin jährlich deren Umsetzung. Im August 2009 waren nur noch zwei Punkte offen, die ein System zur Geschwindigkeitskontrolle betreffen (dieses System befand sich damals in der Umsetzungsphase).